# Stefano Vizioli
Stefano Vizioli (Napoli, 19 giugno 1959) è un regista teatrale e direttore artistico italiano.

## Biografia
Stefano Vizioli è un regista teatrale, specializzato nel teatro d’opera.
Ha debuttato come regista di opera nel 1979 con L’impresario delle Canarie di Domenico Sarro al Festival di Opera Barga, e da allora ha messo in scena oltre 50 produzioni, in Italia e all’estero, per il Teatro alla Scala di Milano, il Teatro La Fenice di Venezia il Teatro dell’Opera di Roma, il Teatro Comunale di Bologna, il Teatro Comunale di Firenze, il Teatro Verdi di Trieste, il Teatro Massimo di Palermo, il Teatro Verdi di Pisa, il Teatro San Carlo di Napoli, il Ravenna Festival, Ferrara Musica, il Festival Verdi di Parma; all'estero è stato invitato dal Teatro São Carlos di Lisbona, Lyric Opera of Chicago, l'Opéra Royal de Wallonie di Liegi, l'Opéra Comique e il Théâtre des Champs-Élysées di Parigi, il Théâtre Municipal di Losanna, l'Opéra du Rhin di Strasburgo, il Landestheater di Salisburgo, il Teatro Municipal di Santiago del Chile, il teatro São Pedro di San Paolo del Brasile, il Festival di Garsington Opera e il Festival di Wexford, la Chorégies d'Orange, l'Opera di Montpellier, il Colon di Buenos Aires, il Teatro Arriaga di Bilbao, il Teatro du Capitole di Tolosa, l'NCPA di Pechino, il Festival di Macao, il Festival Barocco di Innsbruck, l'Opéra di Tolone, solo per citarne alcuni.
Ha collaborato con direttori d’orchestra come Riccardo Muti (Don Pasquale al Teatro alla Scala, Norma a Ravenna), Claudio Abbado (Il barbiere di Siviglia a Ferrara), Alan Curtis, Daniele Gatti, Vladimir Jurovskij, Bruno Bartoletti, Evgenij Svetlanov, Leonard Slatkin, Michele Mariotti, Ottavio Dantone, Rinaldo Alessandrini e Jesús López Cobos
Molti dei suoi spettacoli sono stati editi in DVD, e fra questi Don Pasquale del Teatro alla Scala diretto da Riccardo Muti, Il trovatore per ORW di Liegi diretto da Paolo Arrivabeni, Rigoletto per il Festival Verdi di Parma.
Ha creato in collaborazione con il Maestro Aaron Carpenè   progetti trasversali nel nome di una diplomazia culturale quali OperaBhutan con l’opera Acis and Galatea di Georg Friedrich Händel, e Japan Orfeo, una rivisitazione di Orfeo di Claudio Monteverdi integrato al teatro Noh giapponese e alla danza Nihoh Buyo. Nell’ambito sociale ha messo in scena Amahl e gli ospiti notturni di Giancarlo Menotti al carcere minorile “Pagliarelli” di Palermo.
Molte produzioni sono legate alla riscoperta in tempi moderni di capolavori dimenticati del barocco, quali la Veremonda di Francesco Cavalli rappresentata nel 2015 allo Spoleto Festival Usa, la Dori di Marc'Antonio Cesti al Festival di Musica Antica di Innsbruck, il Motezuma di Vivaldi diretto da Alan Curtis (queste ultime due produzioni entrambe riprodotte in DVD/Blu-Ray), I due Figaro di Carafa al Rossini Festival di Bad Wilbad, o prime esecuzioni in Italia quali Notte di maggio di Nikolaj Rimskij-Korsakov al Teatro Comunale di Bologna.
Molto vasta è l’attività didattica in Italia e all’estero di Vizioli, che ha collaborato con la Indiana University, Cincinnati University, la El Paso Utep University, Università Ca' Foscari di Venezia, Università di Pavia, Università di Stavanger, Royal University of Performing Arts di Phnom Penh, Università di Ginevra, Università di Pescara, La Sapienza di Roma, Fondazione Cini di Venezia e l’Università degli Studi di Pisa. Ampia è la collaborazione con artisti contemporanei quali Ugo Nespolo, Gianni Dessì, Renato Guttuso e Luigi Veronesi.
Stefano Vizioli è diplomato in pianoforte con massimo dei voti e la lode presso il Conservatorio San Pietro a Majella di Napoli ed è accademico della prestigiosa Accademia Filarmonica Romana.
Dal 2017 al 2020 è stato direttore artistico del Teatro Verdi di Pisa: sotto la sua gestione fuori dagli schemi e grazie ad uno spregiudicato e originale utilizzo della comunicazione (vedi pagina video del Teatro Verdi), proponendo titoli desueti -il Girello ed Empio punito dei fratelli Melani, Pia de Tolomei di Donizetti, Edipo Re di Leoncavallo-  il teatro ha avuto un altissimo incremento di abbonamenti e pubblico, rilanciando il teatro Verdi nell'agone internazionale.
Durante il lockdown 2020 ha creato i programmi ALFABETO LIRICO spigolature nel mondo della lirica, e EKEBÙ, seguitissimi entrambi on line su You Tube dal folto pubblico amante del genere. Dal 2023 è docente di Teoria e Tecnica dell'Interpretazione Scenica presso il Conservatorio "Bruno Maderna" di Cesena.
Nel 2024 è uscito il suo libro "Suonare il palcoscenico: conversazioni sulla regia lirica con Stefano Vizioli a cura di Olga Jesurum- Casa Editrice Artemide"